# وستیس باس
وستیس باس (به هلندی: Westerse Bos) یک منطقهٔ مسکونی در هلند است که در امن (درنته) واقع شده‌است. وستیس باس  ۱۰۰ نفر جمعیت دارد.